# 本龍野站

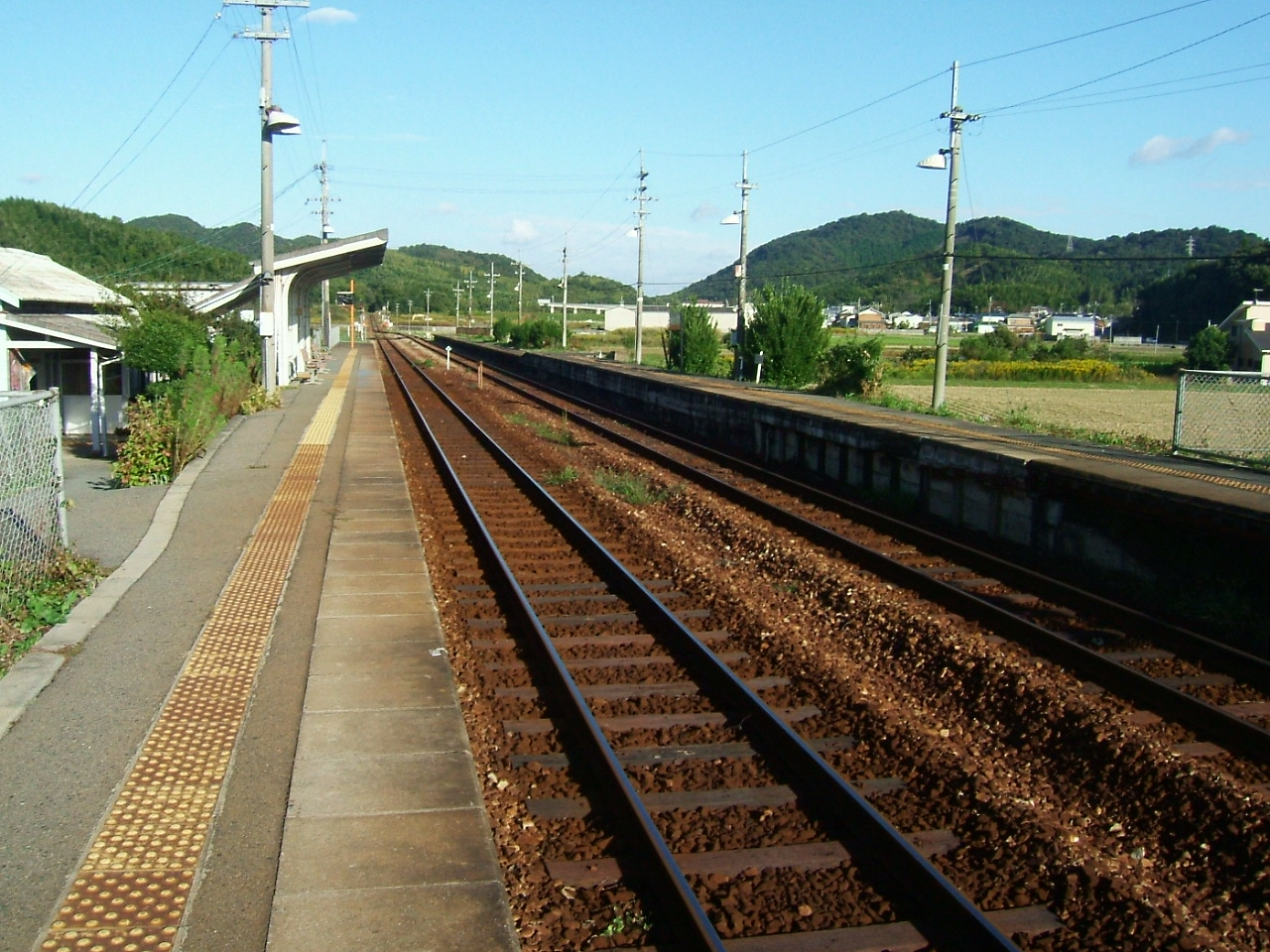
月台

本龍野站（日语：／ Hon-Tatsuno eki */?）是位於兵庫縣龍野市龍野町中村33番，西日本旅客鐵道（JR西日本）的姬新線車站。為龍野市代表車站。

## 概要
山陽本線已經設有龍野站，當時該站位於龍野市的揖保川町內。
在2010年3月12日前，半數列車會拆返至姬路方向。在翌日13日時間表修正後，這些列車在播磨新宮站、佐用站拆返。平日早上設有1往返班次在此站折返，該列車在10月12日修正在播磨新宮站折返，使沒有列車在此站折返。在大雨時，東觜崎至播磨新宮之間路線越過揖保川便不能通過，因此該時候會有列車在此站折返。。另外，此站曾經為優等列車停車站，包括在姬新線行走的急行「三朝」、「美作」等。

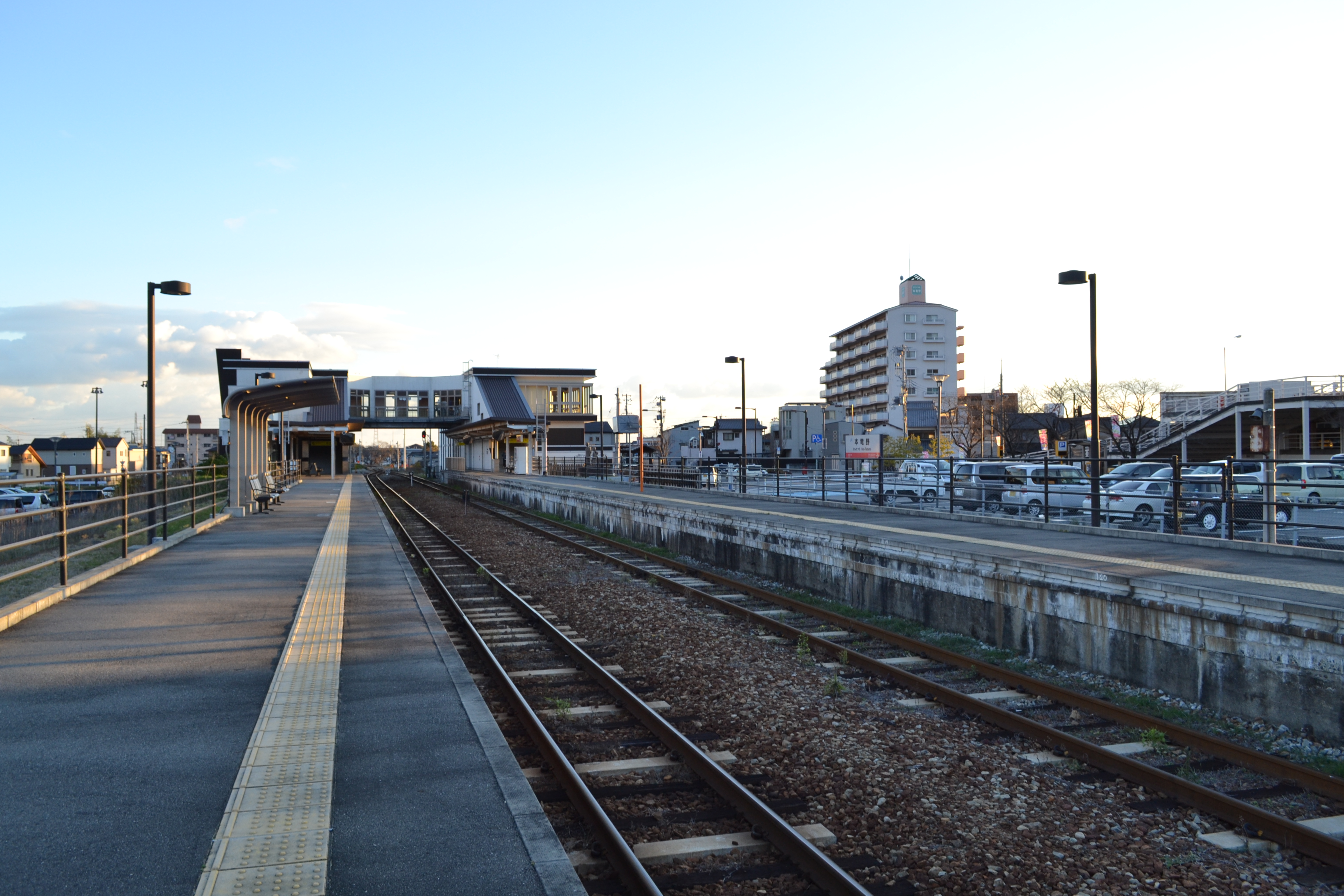
本龍野站月台。

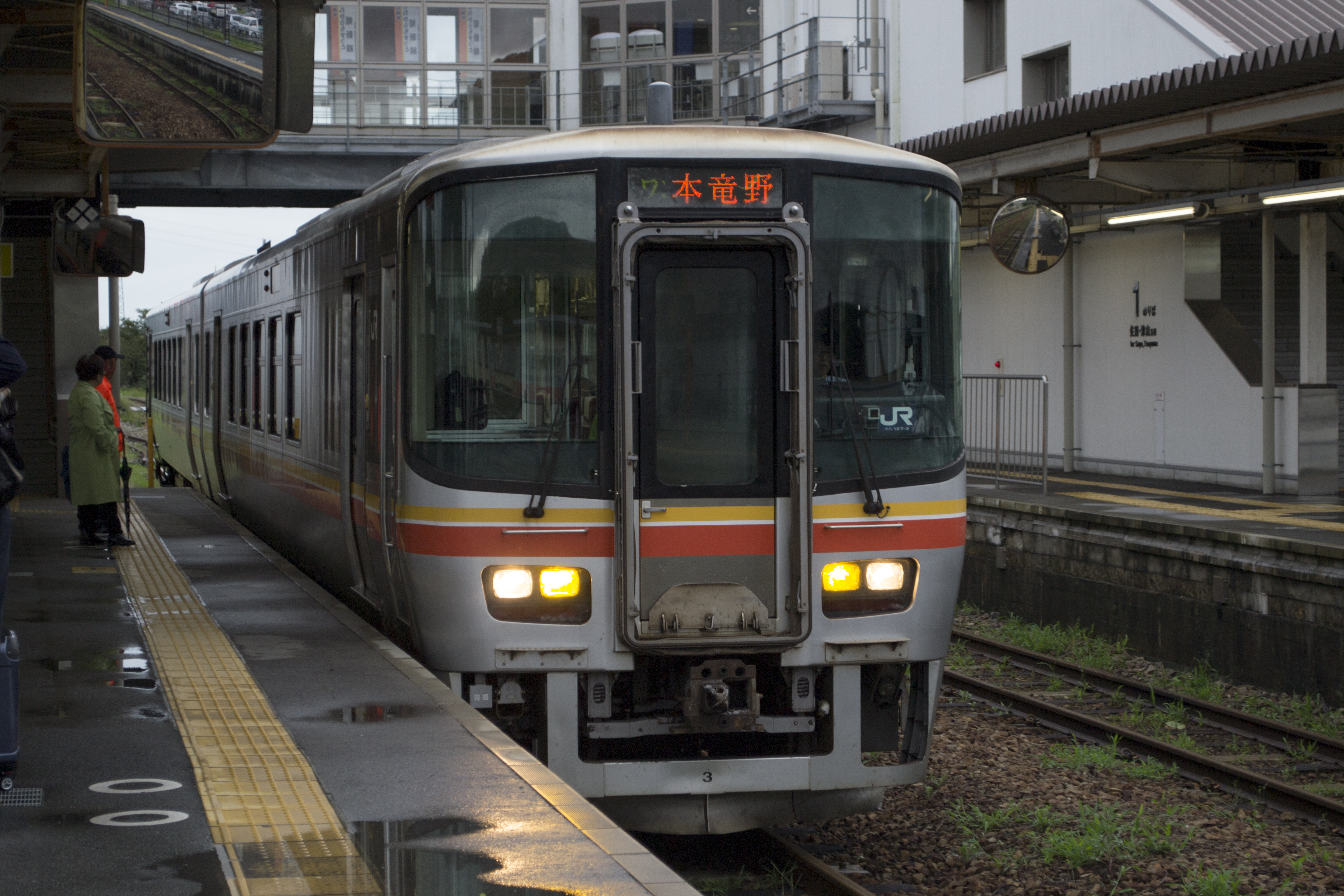
在大雨時以本龍野為終點站的列車

## 歷史
- 1931年（昭和6年）12月23日 - 姬津線余部站至東觜崎站之間開業，此站啟用[1]。開始提供旅客和貨運服務。在跨線橋支柱上刻有『TAKATORI（日语：西日本旅客鉄道鷹取工場） WORKS 1912 IGR』和鐵道院時代印章[1]。該支柱在新車站大樓後遷移至2號月台保存[1]。
  - 當時車站地址為兵庫縣揖保郡小宅村（日语：小宅村）中村。
- 1934年（昭和9年）11月28日 - 隨著姬津西線開業，姬津線改名為姬津東線，此站成為姬津東線車站。
- 1936年（昭和11年）
  - 4月8日 - 姬路站至東津山站之間全線開通，姬津東線成為姬津線一部分，此站成為姬津線車站。
  - 10月10日 - 姬津線編入至姬新線一部分，此站成為姬新線車站。
- 1948年（昭和23年）4月1日]- 隨著龍野町（日语：龍野町）（第二次）成立，車站地址變為兵庫縣揖保郡龍野町中村。
- 1951年（昭和26年）4月1日 - 隨著龍野市成立，車站地址變為兵庫縣龍野市龍野町中村。
- 1987年（昭和62年）4月1日 - 伴隨國鐵分割民營化，車站由西日本旅客鐵道（JR西日本）營運。
- 2005年（平成17年）10月1日 - 隨著龍野市成立，車站地址變為兵庫縣龍野市龍野町中村。
- 2009年（平成21年）3月28日 - 第一代車站大樓停止使用，臨時車站大樓開始營業。4月起第一代車站大樓拆毀。
- 2010年（平成22年）3月13日 - 第二代車站大樓開始使用（跨站式站房）。
- 2015年（平成27年）7月15日- 車站售票機由LT30型售票機改為HT50型售票機，同日開始使用。
- 2016年（平成28年）1月12日 - 設置IC卡專用簡易閘機。
  - 3月26日 - 此站可使用IC卡「ICOCA」[3]。
  - 7月21日 - 閘內大堂設置了自動販賣機curico。
- 2017年（平成29年）6月1日 - 成為業務委託車站，委托了JR西日本交通服務負責車站業務。

## 車站構造

### 月台
車站是一座地面車站，設有2面2線的相對式月台，設有列車交會。在2009年3月前，車站內設有第一代車站大樓，以及2面3線的月台，後來距離車站大樓最遠的月台被撤走。現時，兩月台之間設有樓梯和升降機連接大堂。
| 月台 | 路線   | 上下行 | 方向     |
| ---- | ------ | ------ | -------- |
| 1    | 姬新線 | 下行   | 佐用方向 |
| 2    | 姬新線 | 上行   | 姬路方向 |

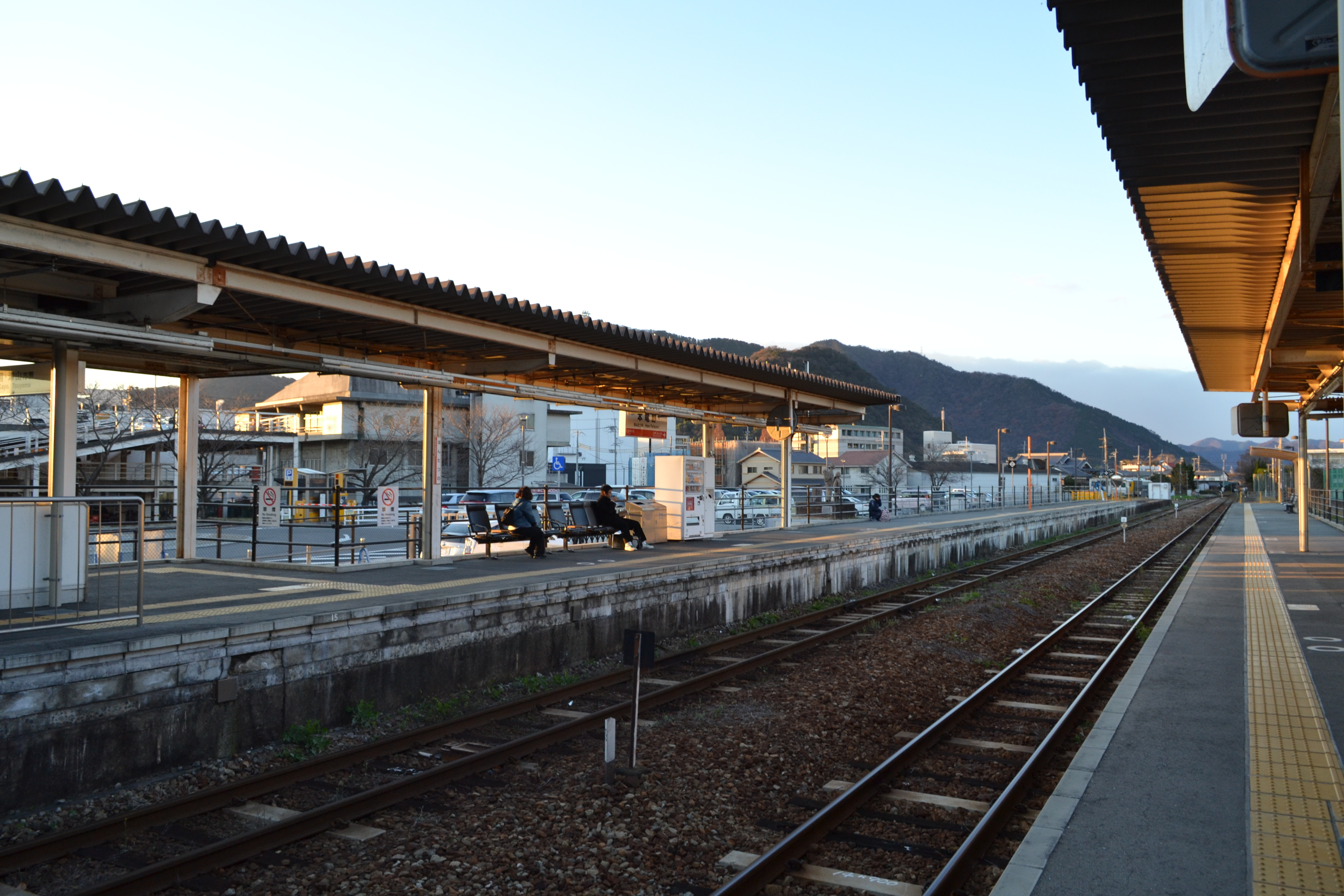
本龍野站1號月台
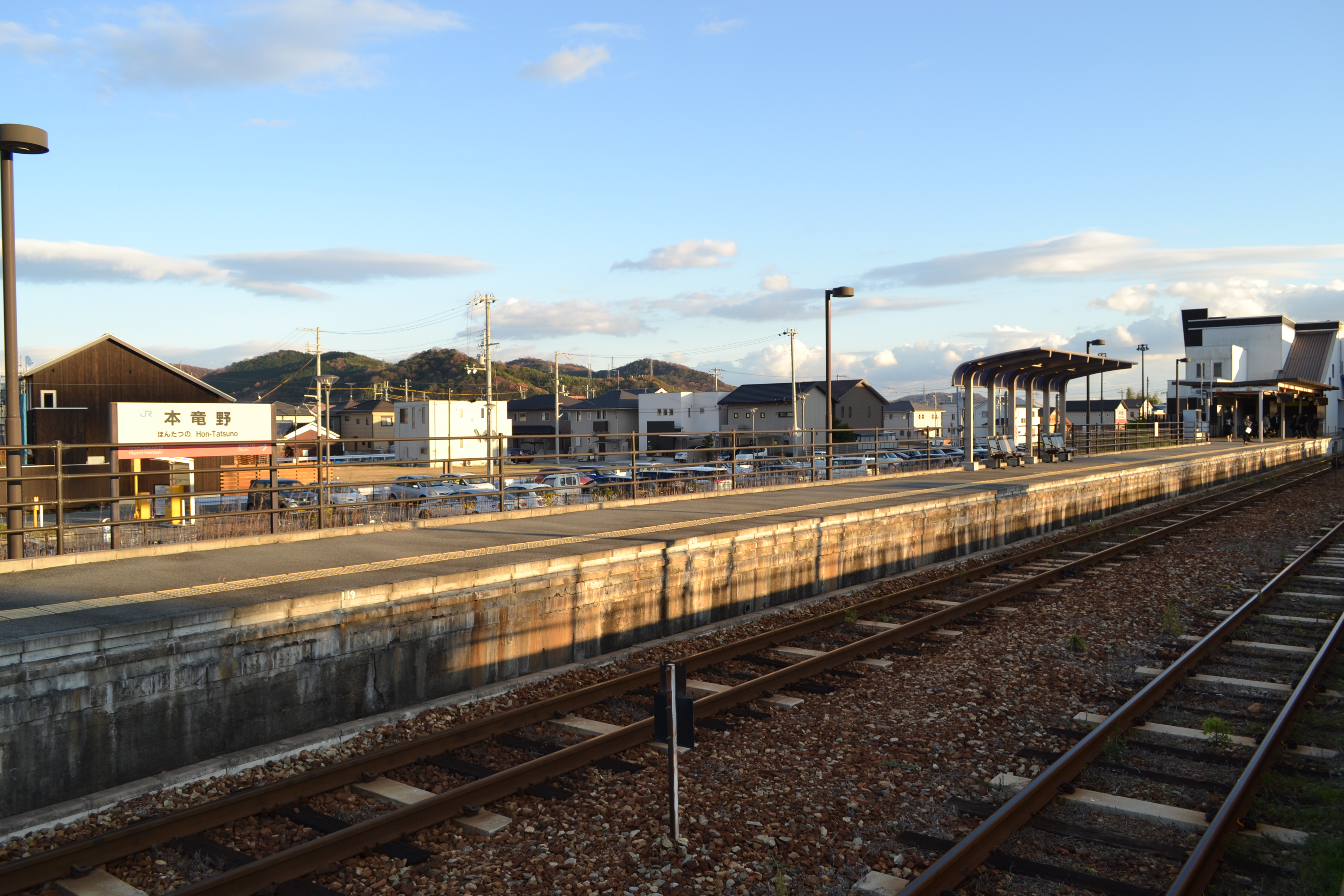
本龍野站2號月台
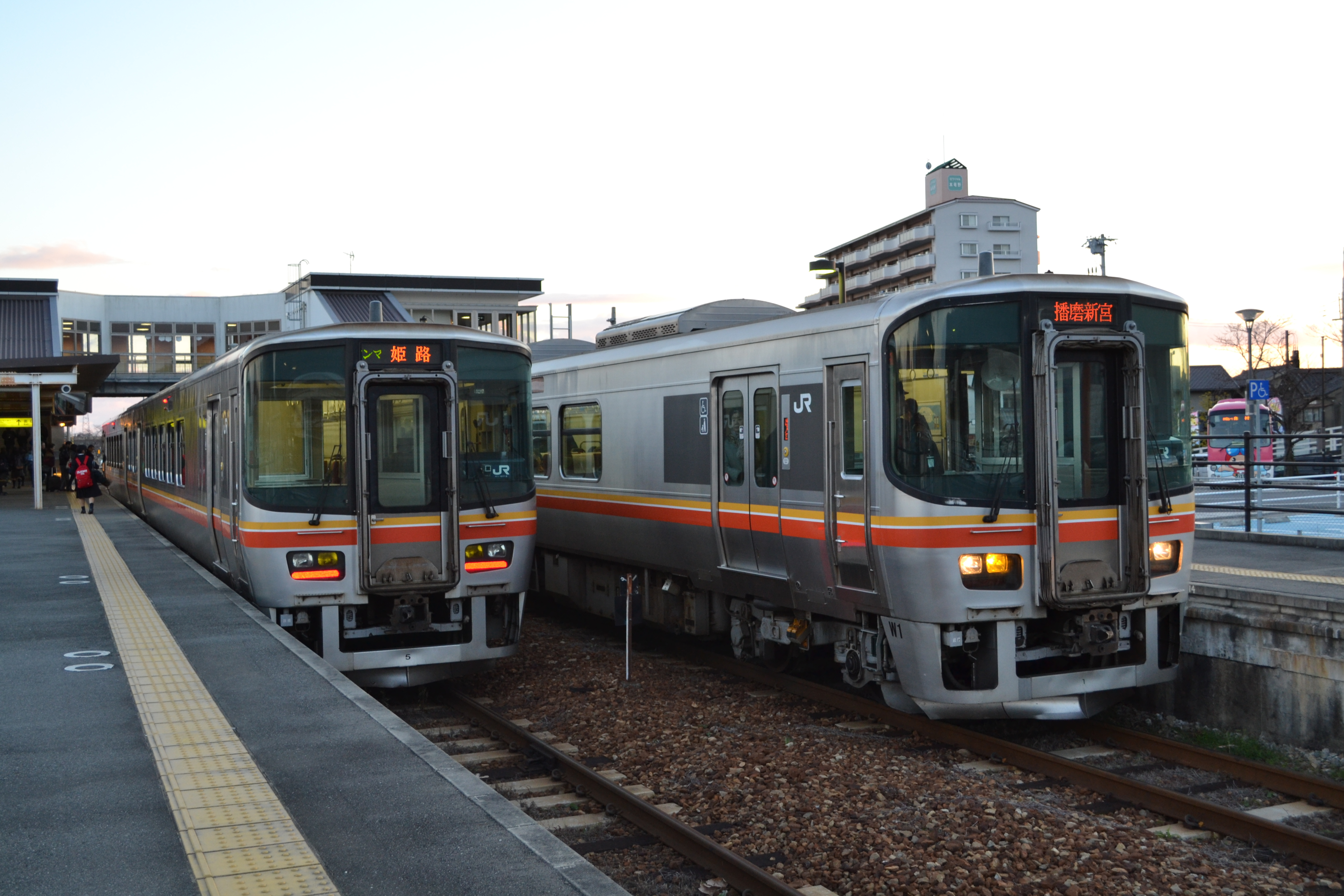
本龍野站列車交會中的Kiha127系

### 大堂

#### 閘口附近
此站是由姬路鐵道站管理的業務委託車站。站內設有綠色窗口，但是晚間沒有車站職員當值，在日間部分時間沒有車站職員當值。在1931年啟用時為直營車站，近年在兵庫縣內的姬新線車站中，為唯一直營車站。於2016年6月，窗口營業時間作出修改，同時變為業務委托車站（委托者：JR西日本交通服務）。
在2016年，姬新線(播磨高岡至播磨新宮之間)內開始可以使用ICOCA，同時自動售票機也可發售對應IC卡的定期票。另外，於閘口設有IC卡專用的簡易自動閘機（入閘與出閘）各有2部。月台之間設有跨線橋連接。

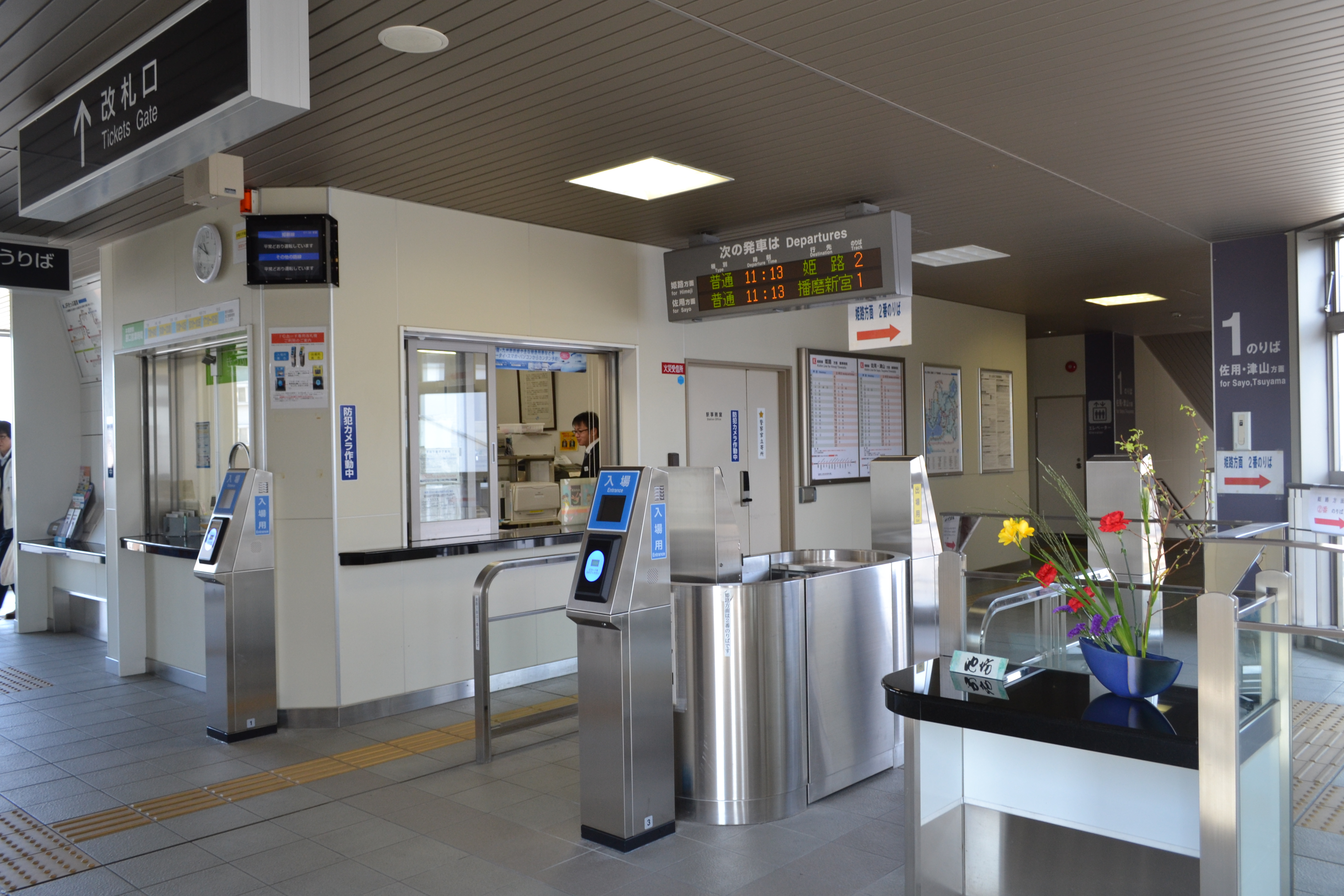
本龍野站閘口。
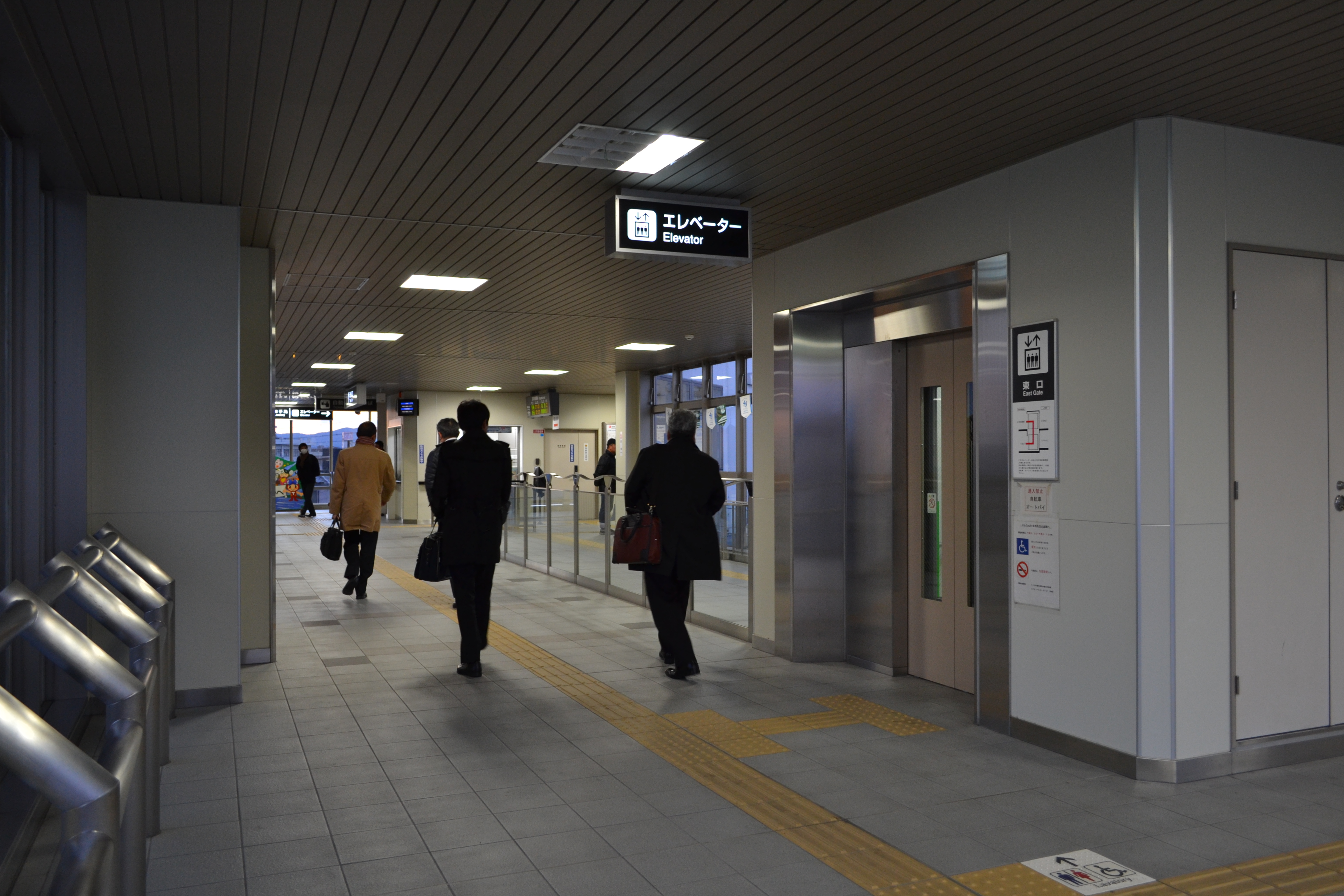
本龍野站閘外行人通道。
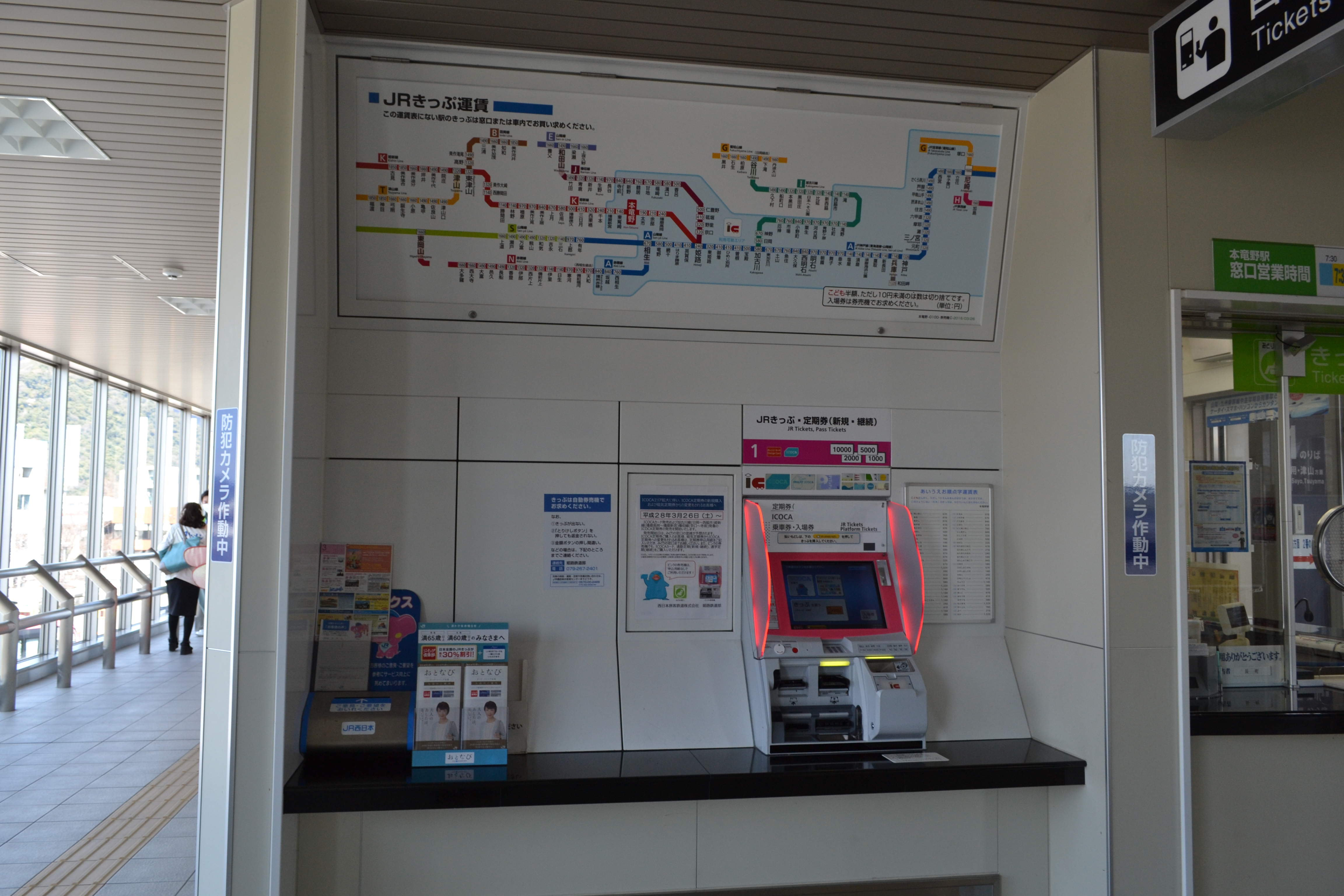
本龍野站售票機附近。
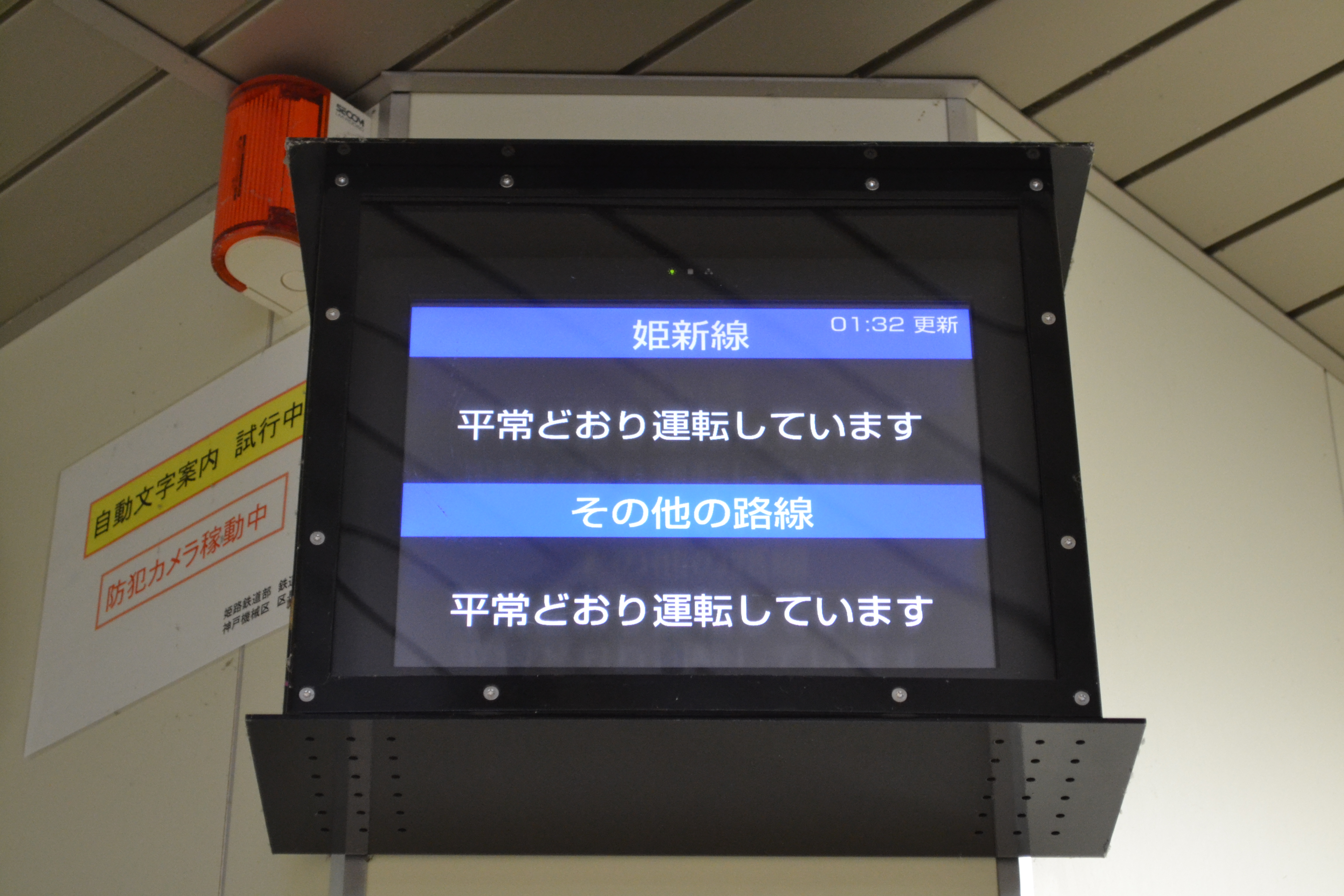
姬新線路線資訊屏幕(一般情況下)
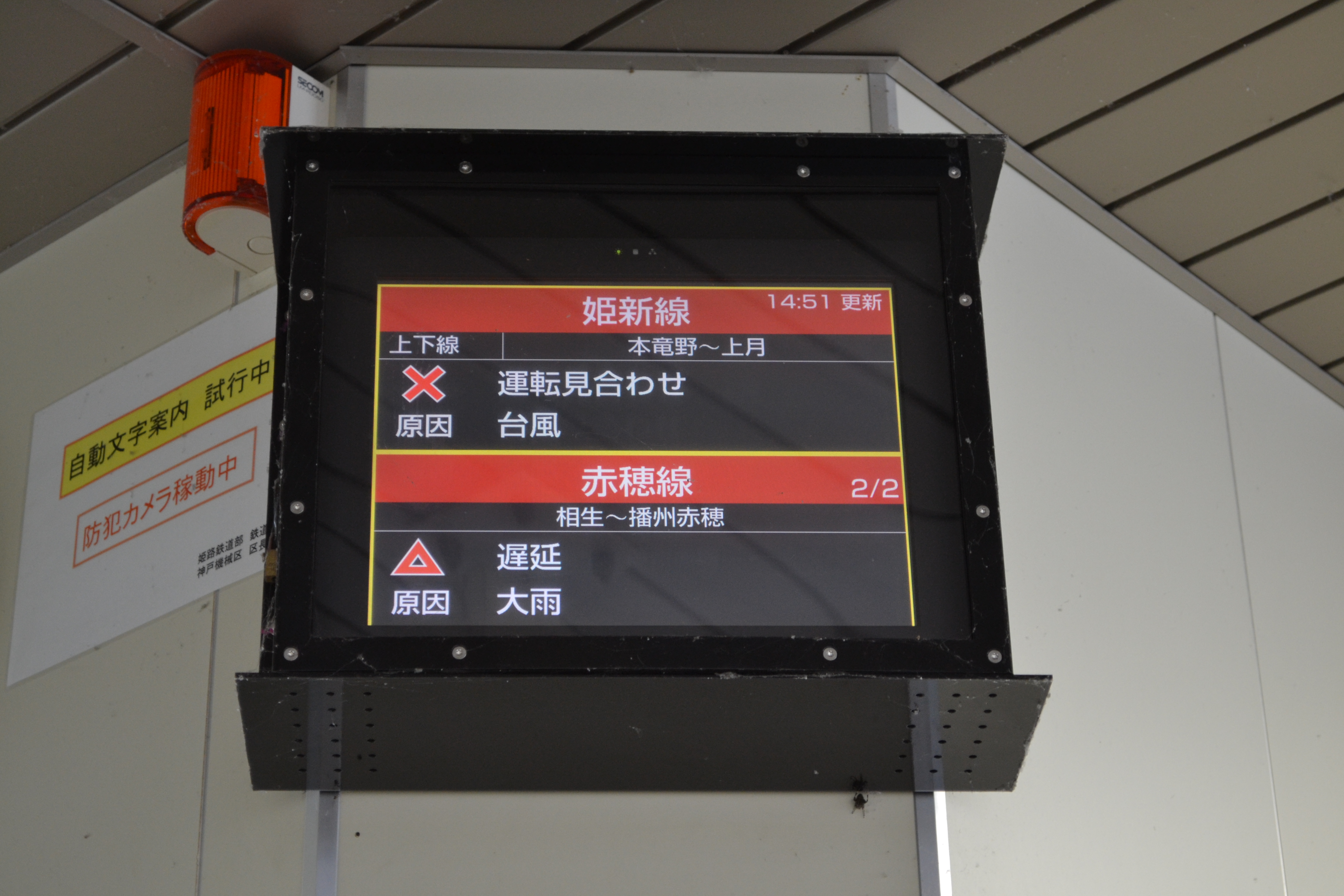
姬新線路線資訊屏幕(異常情況下)
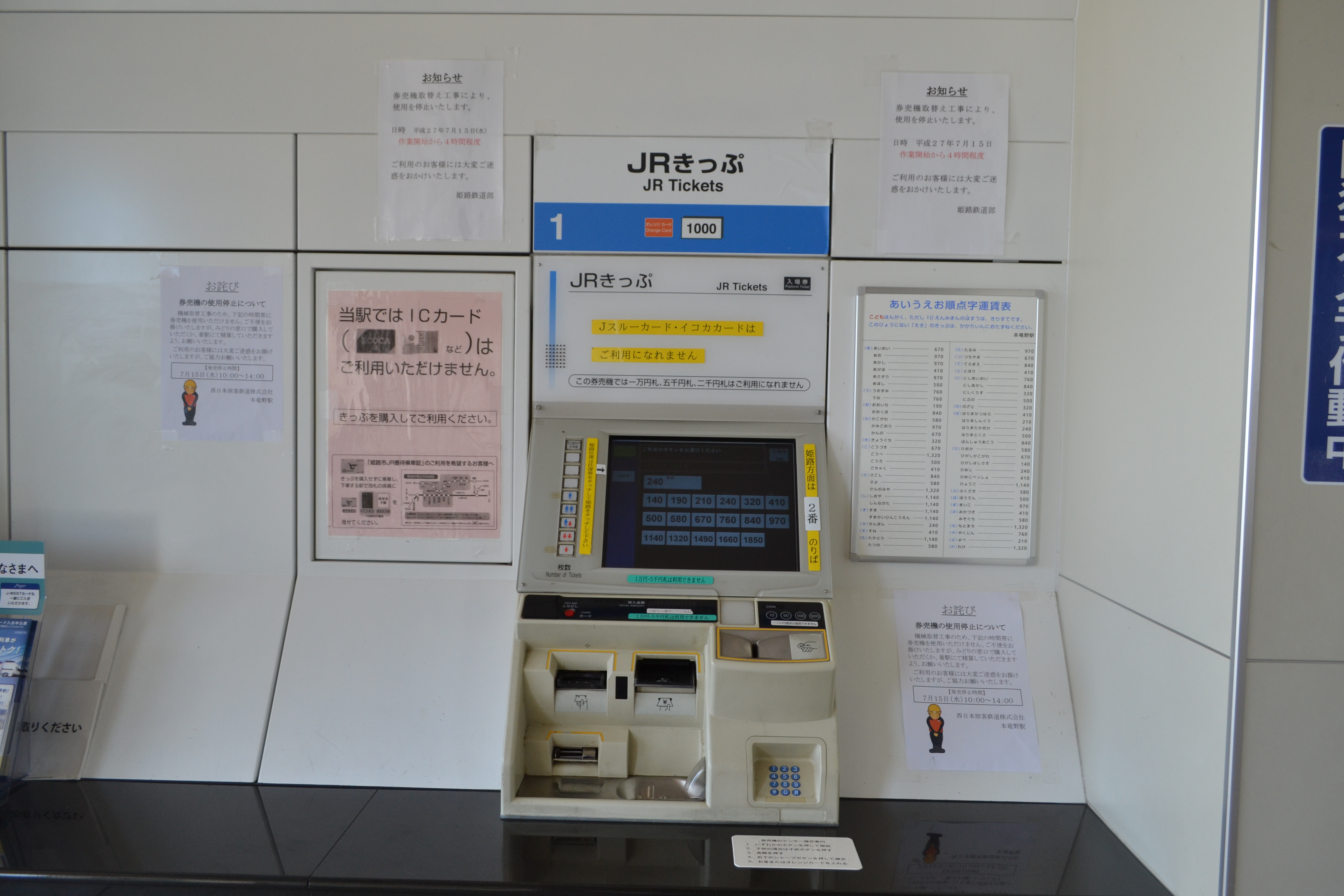
在本龍野站內的LT30型售票機(2015年7月14日）。
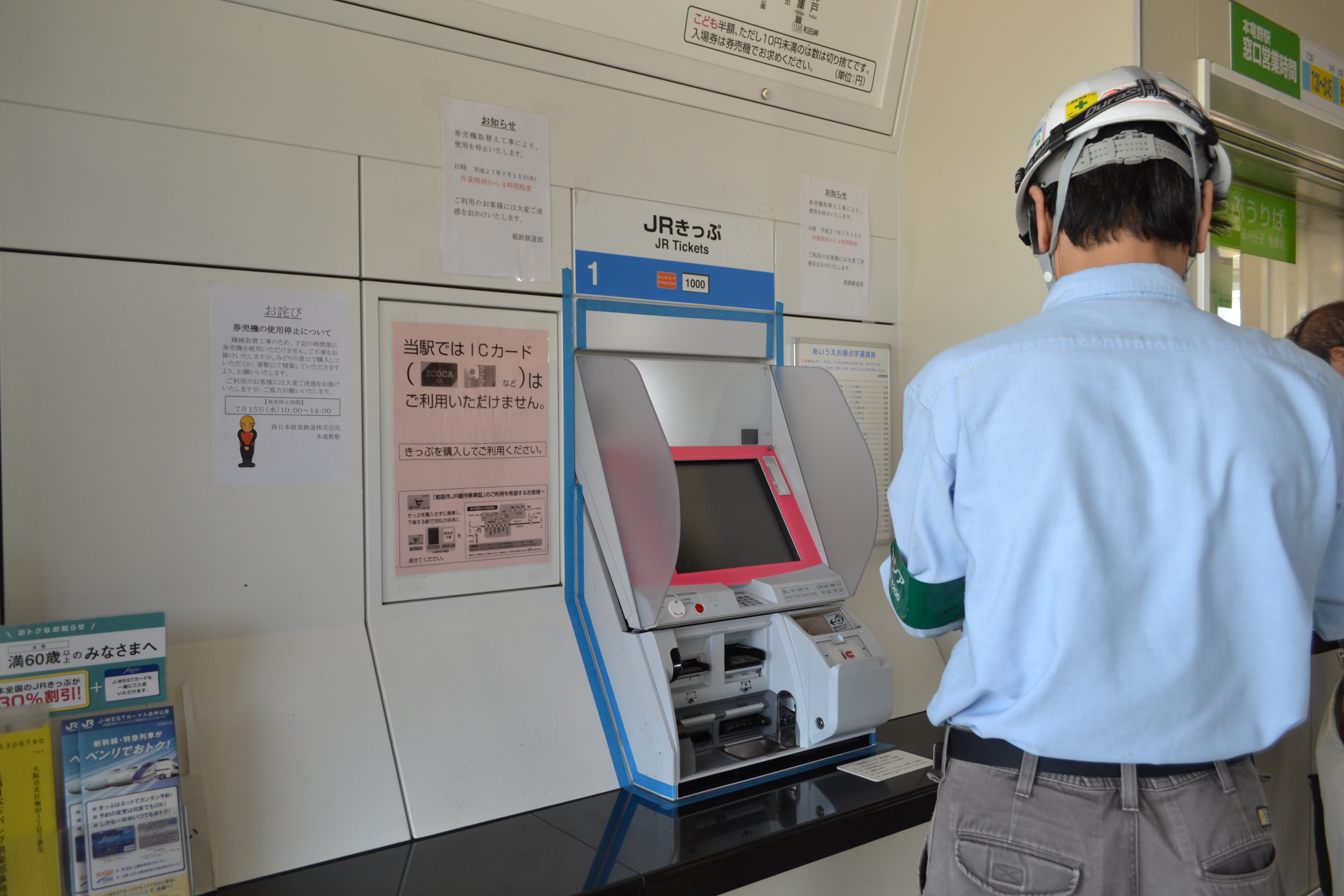
在姬新線（姫路～播磨新宮之間）開始可以使用ICOCA，售票機改為HT50型售票機(2015年7月15日）。

#### 車站西出口
車站西出口設有無障礙設施，包括多功能廁所。此站設有觀光詢問處和當地交流設施。在冬季，於迴旋路和站前派出所會有晚間燈飾。

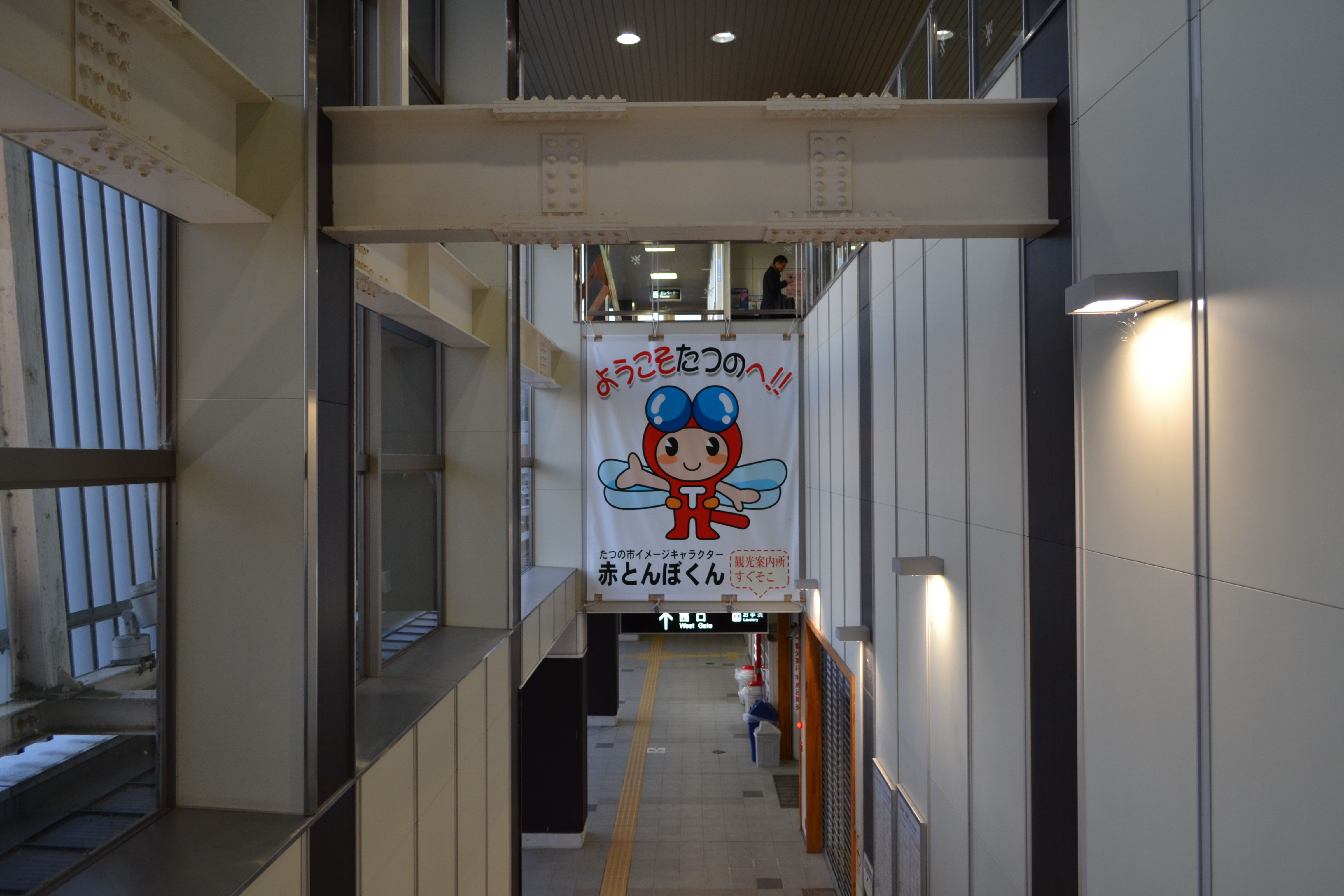
本龍野站西出口樓梯。
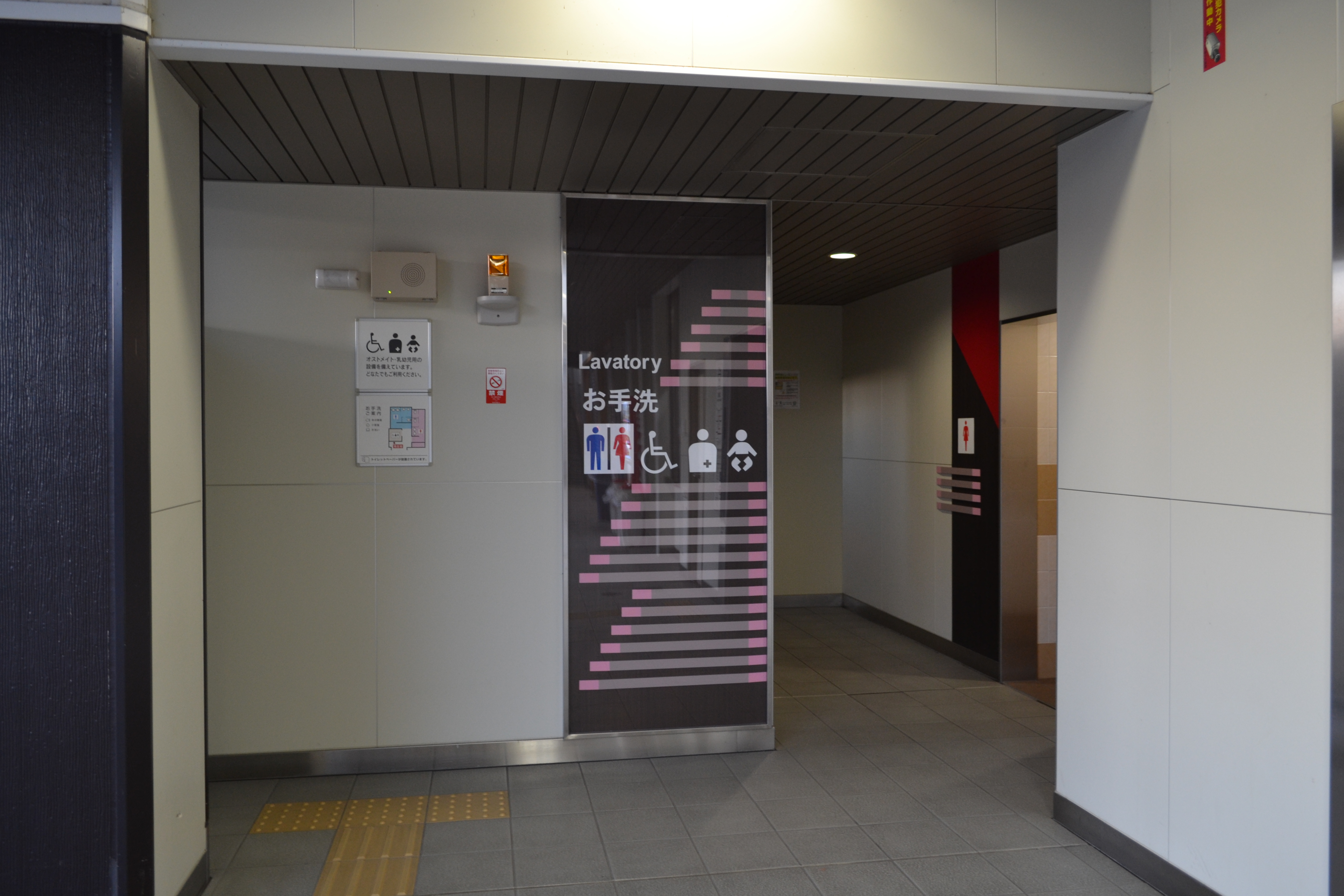
本龍野站西出口廁所。
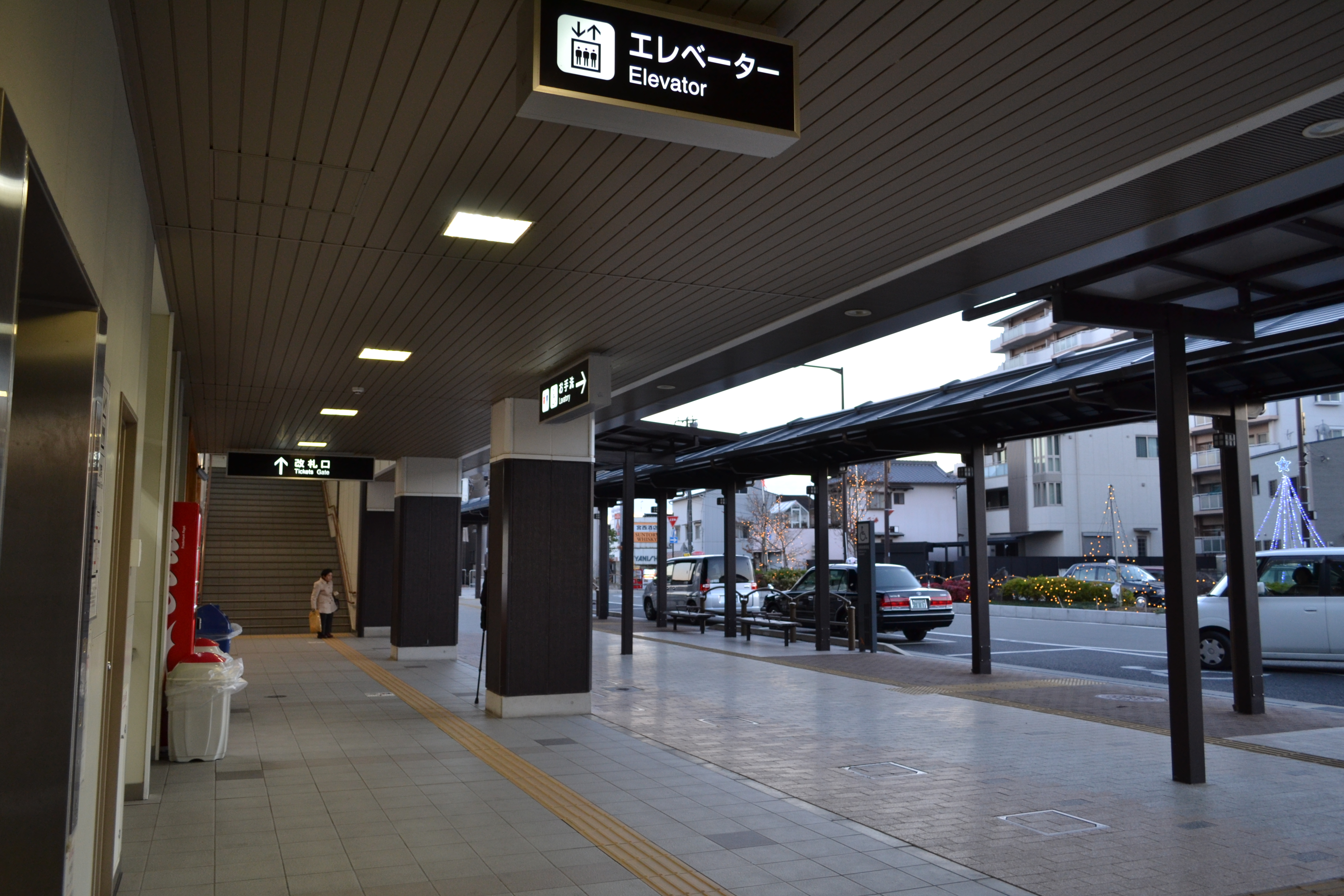
本龍野站西出口通道。
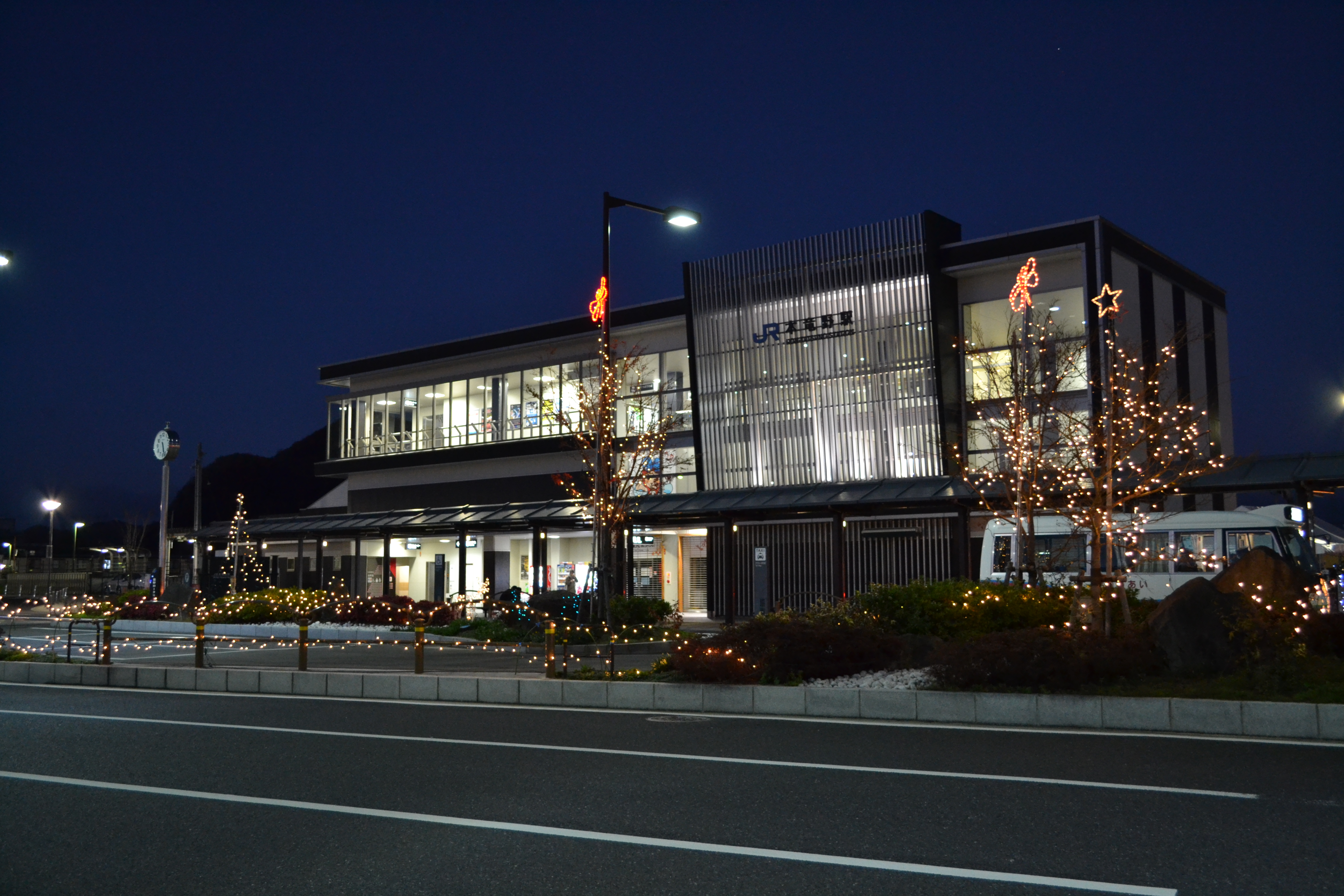
晚間燈飾。

#### 車站東出口
車站東出口設有收費停車場和免費單車停泊處，對出設有大型住宅區。

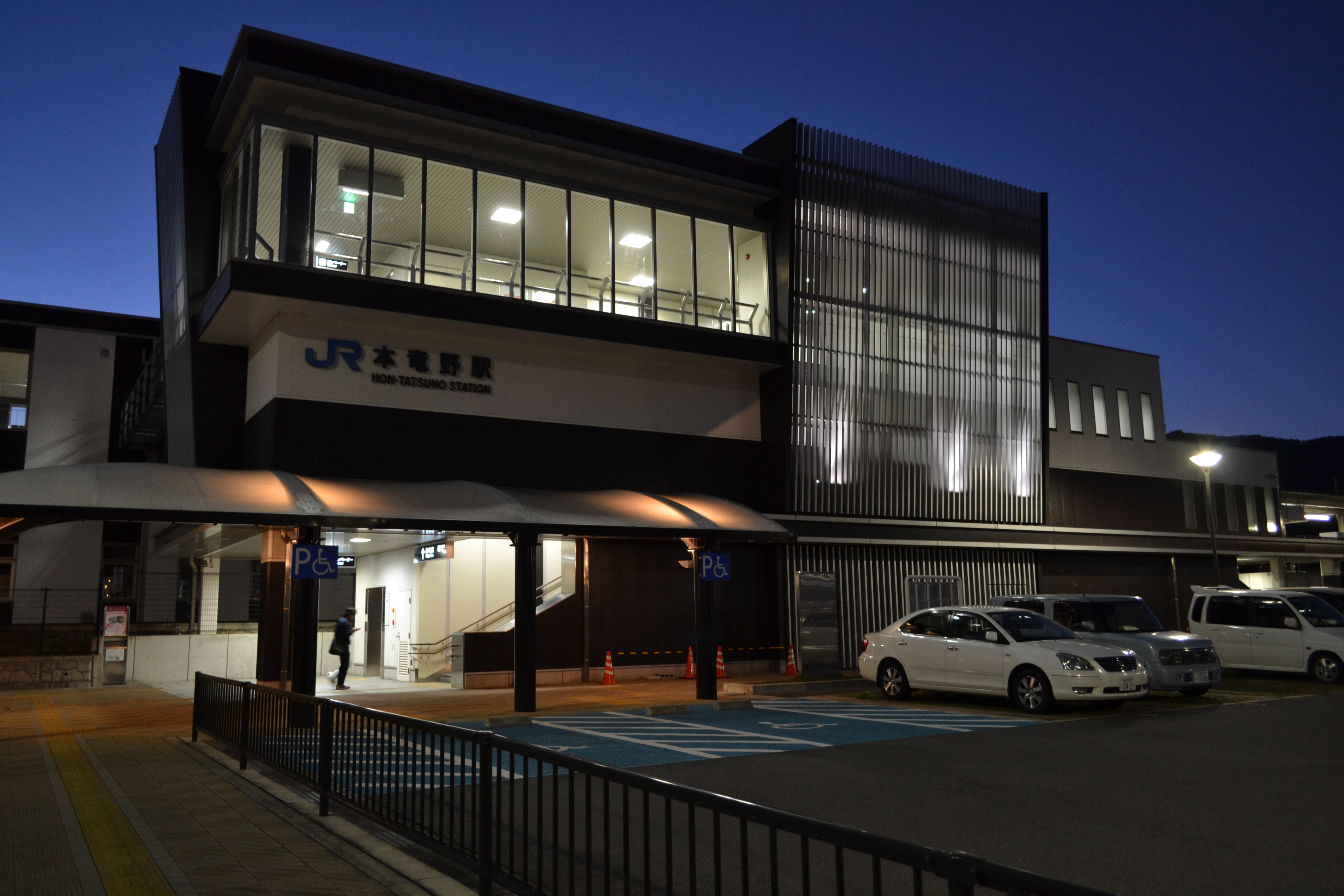
本龍野站東出口。

### 車站大樓翻新工程
在2009年1月進行跨站式站房工程，把1941年竣工的舊車站大樓撤走。在車站北邊建設了臨時車站大樓，在2009年3月27日，把車站大樓拆毀以便建設新車站大樓。
跨站式站房在2010年2月落成，在同年3月13日開始使用。新大樓的總工程費用為約11億日圓，由當地龍野市負擔費用。大樓樓面約700平方米。

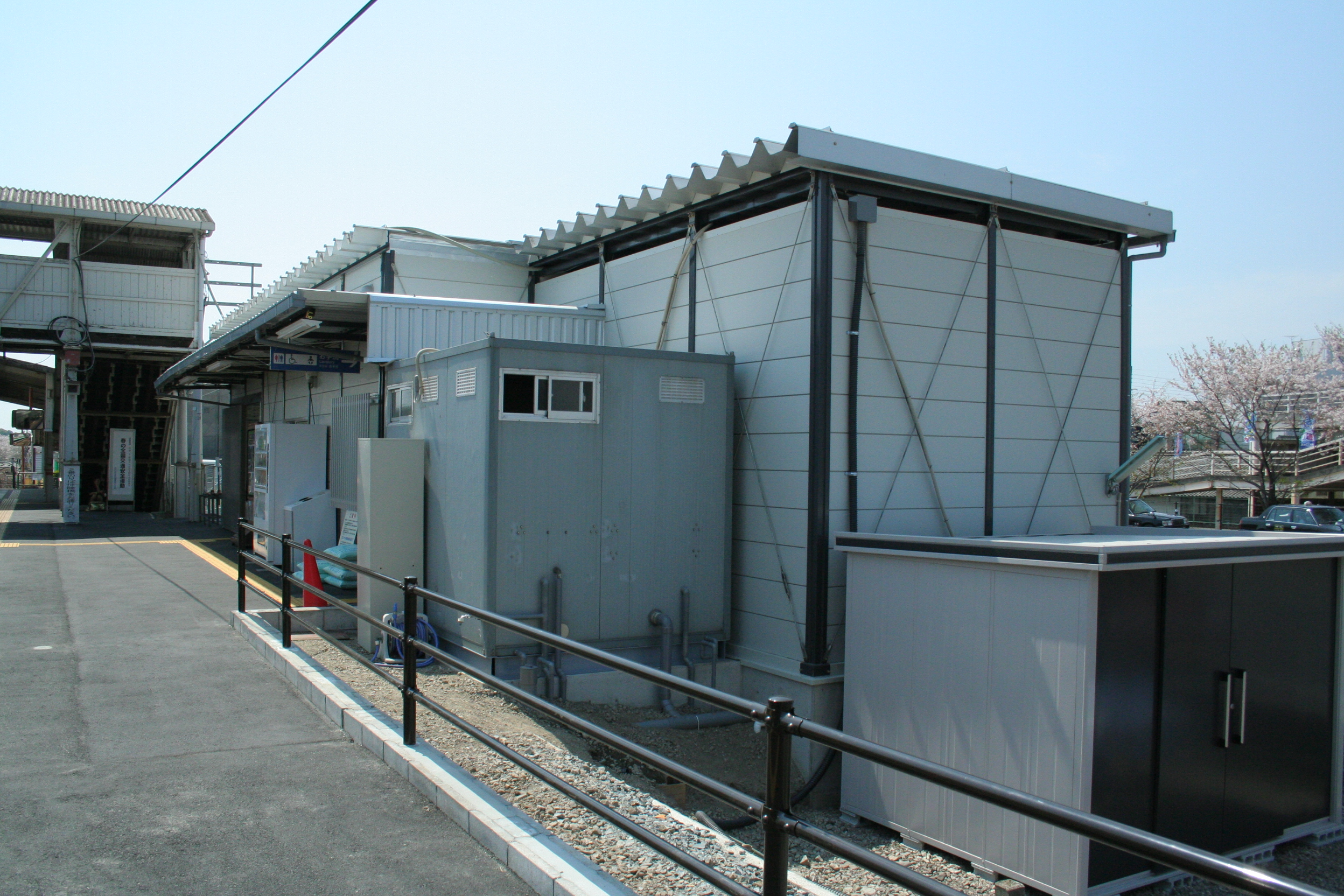
1號月台北邊設有臨時車站大樓。
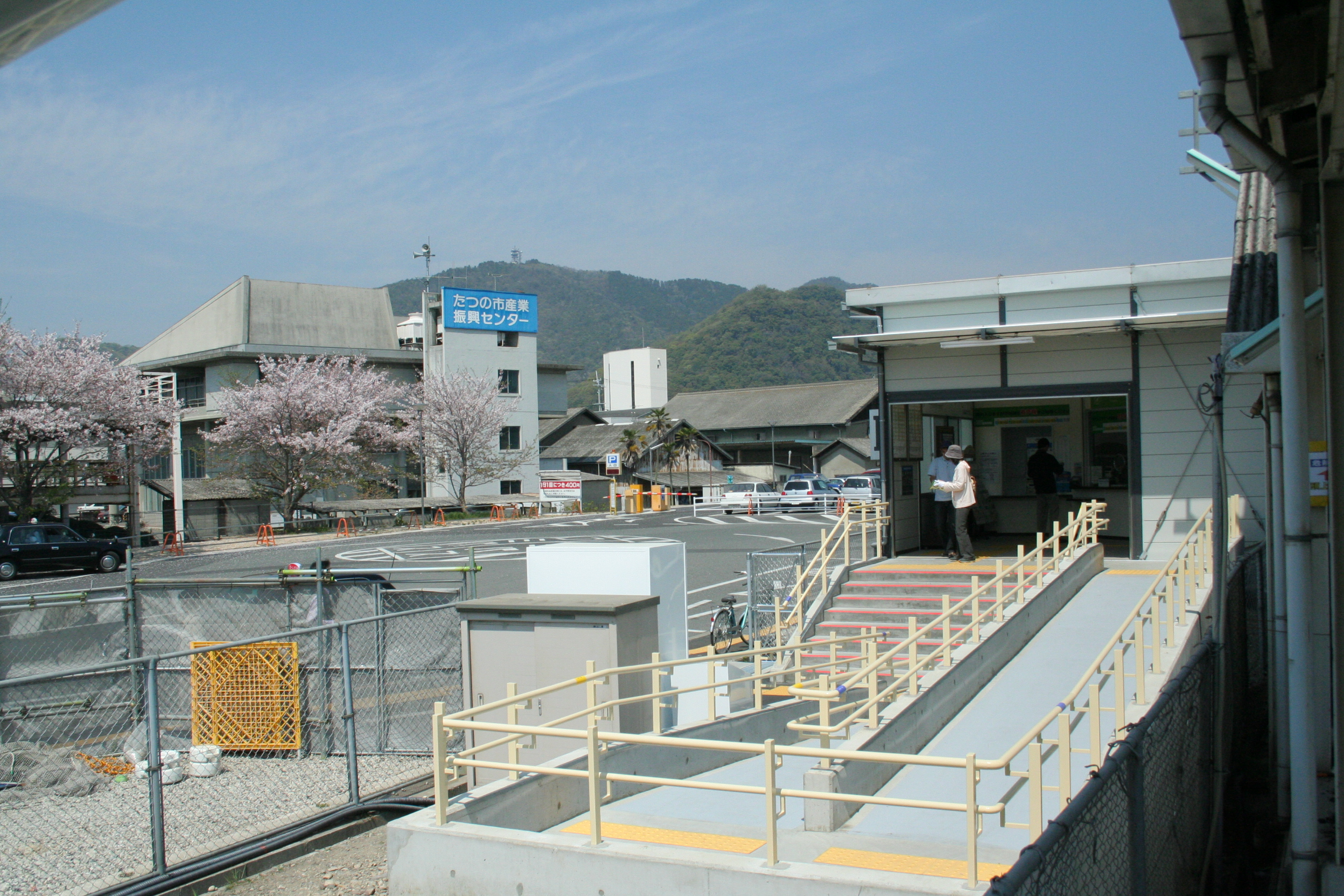
舊車站大樓北邊，在1號月台西邊設有臨時車站大樓出入口。
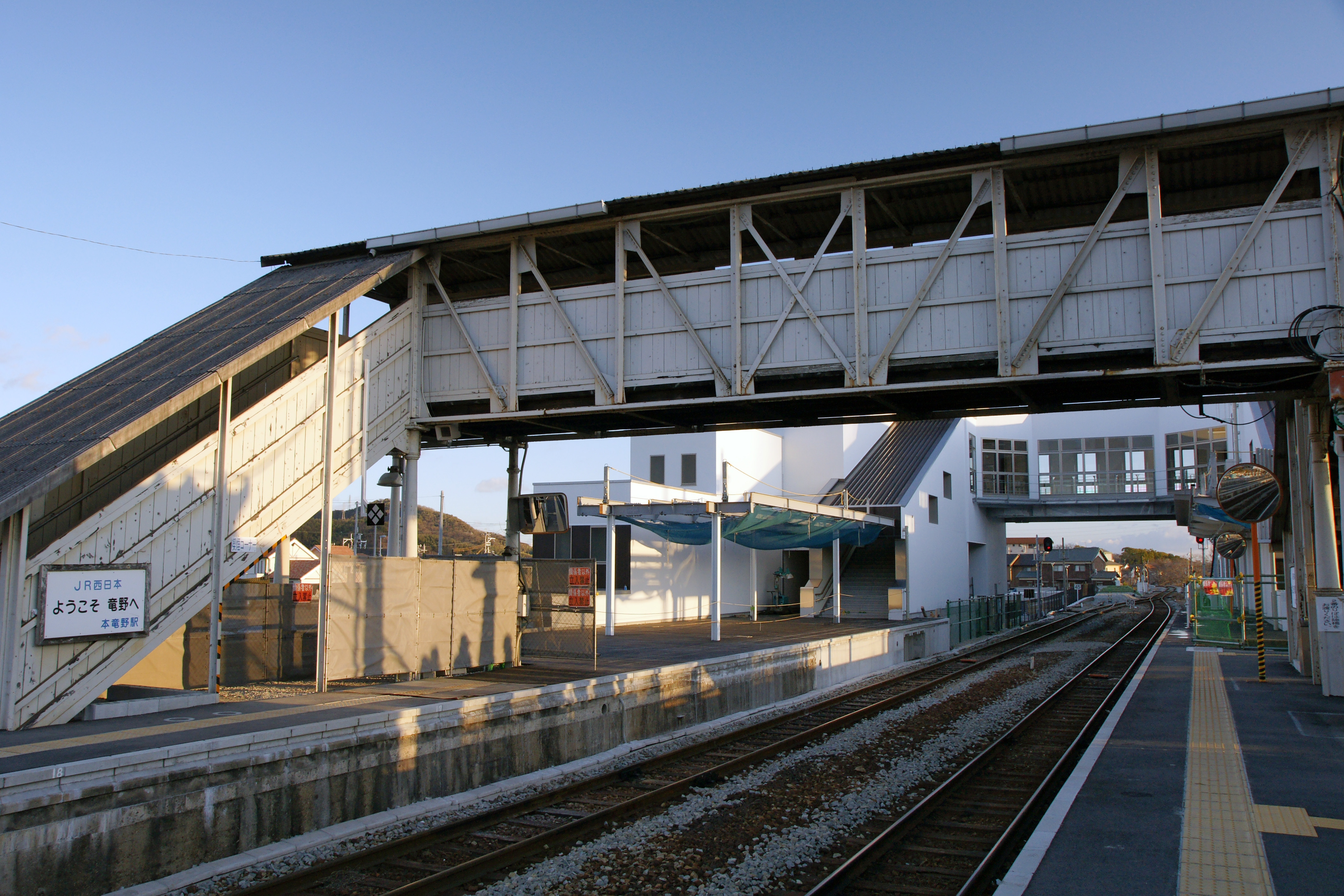
月台。舊跨線橋（前）和跨站式站房（後）。
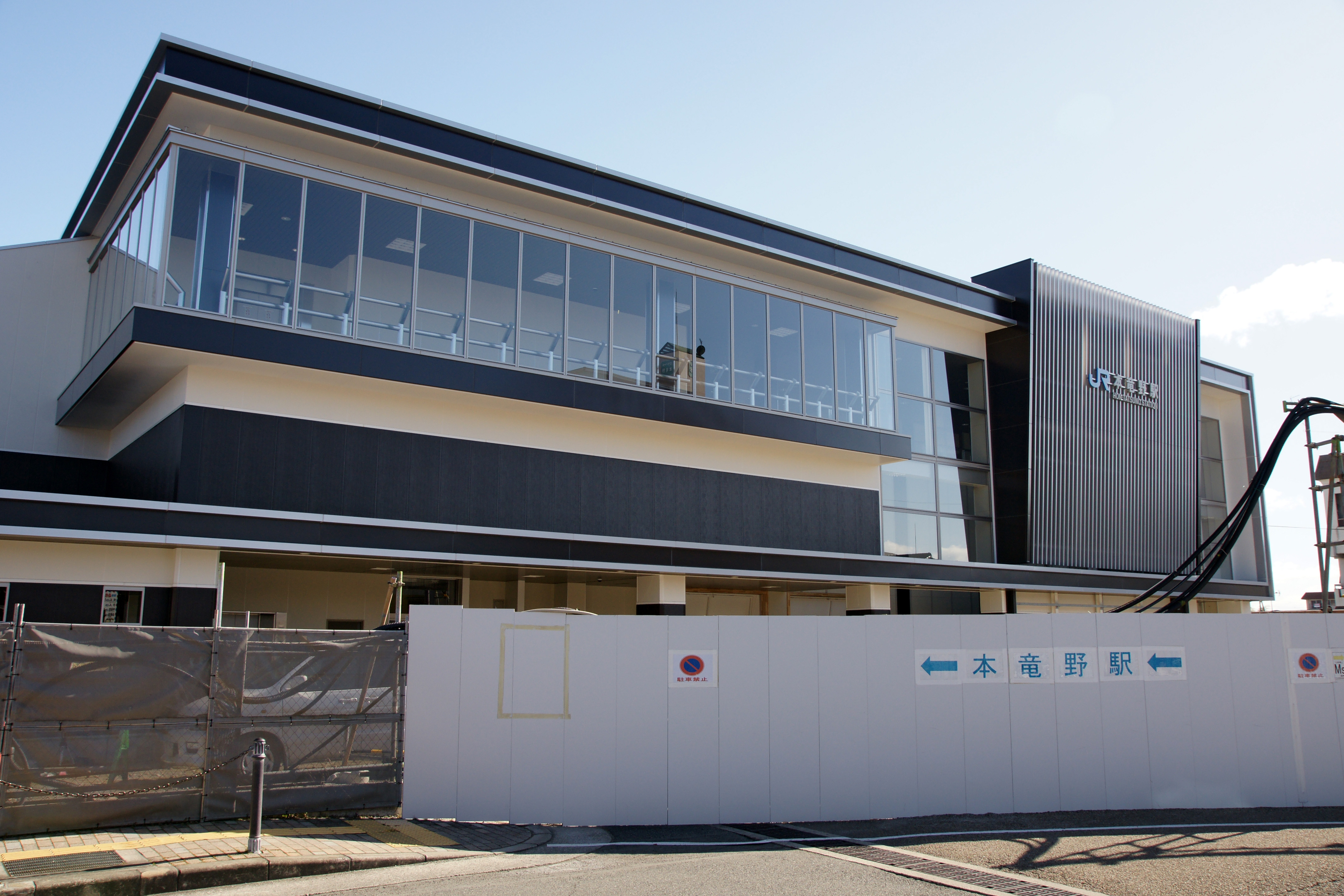
工程中的新車站大樓。 （2010年2月）
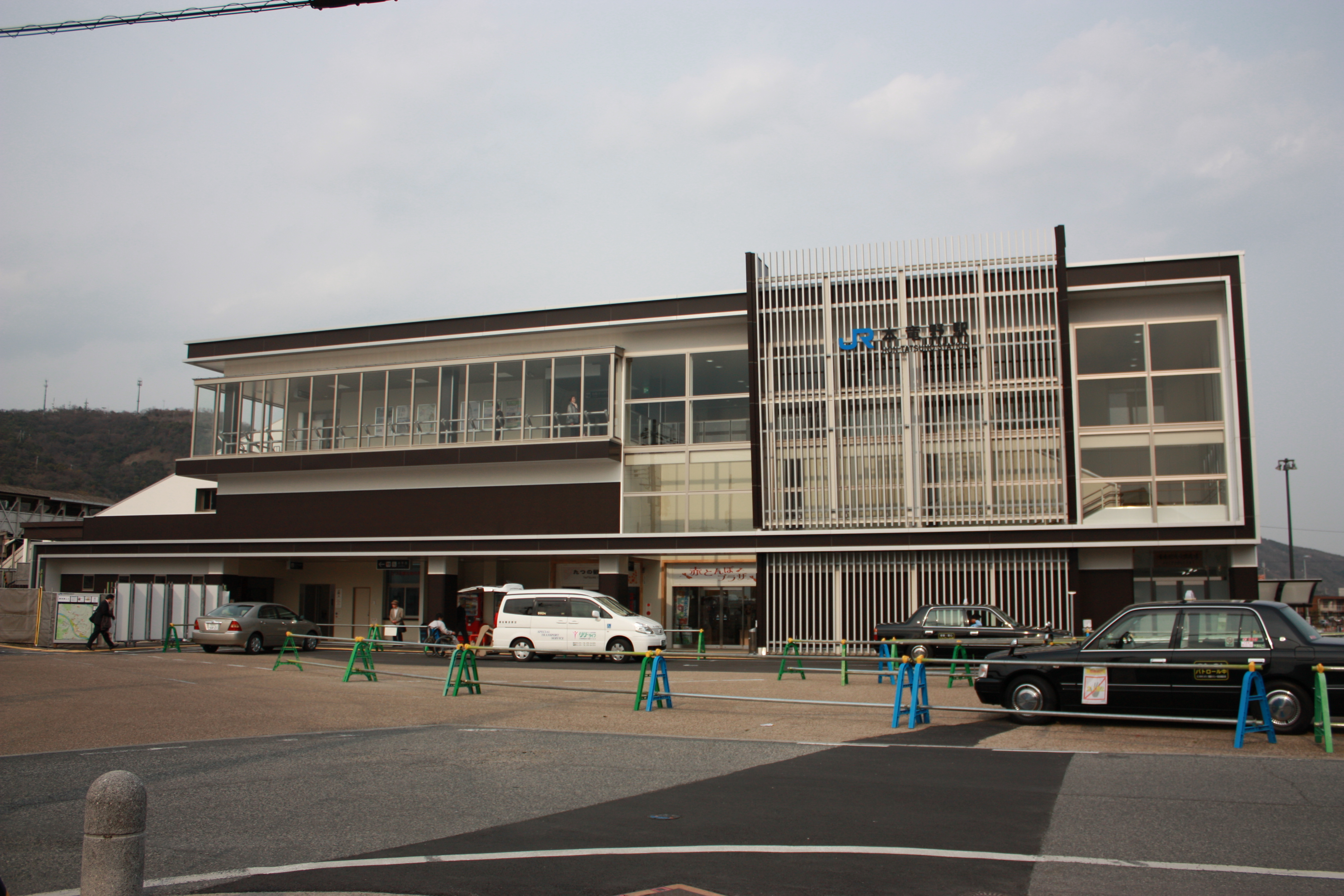
完成後的跨站式站房。

### 舊車站大樓
第一代車站大樓在1931年（昭和6年）啟用已經存在。大樓為一座木造建築物，總樓面面積約136平方米。在播磨高岡至東津山之間，為姬新線最大規模的車站。兩月台之間設有跨線橋連接，在支柱上設有刻有『TAKATORI WORKS 1912 IGR』和鐵道院時代的印章。在新車站大樓建成後，該支柱遷移至2號月台展示。

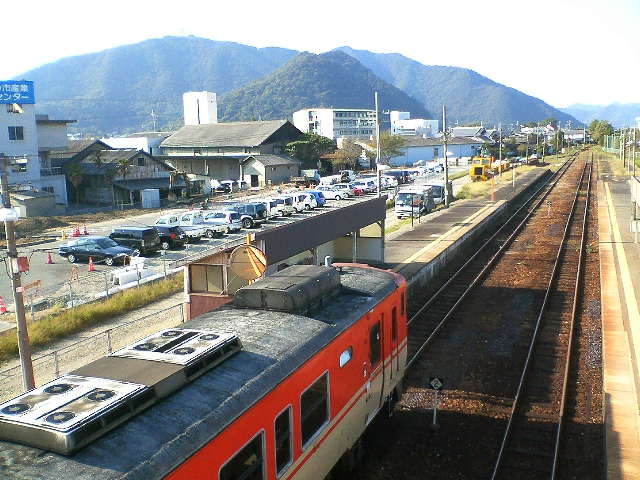
舊跨線橋。
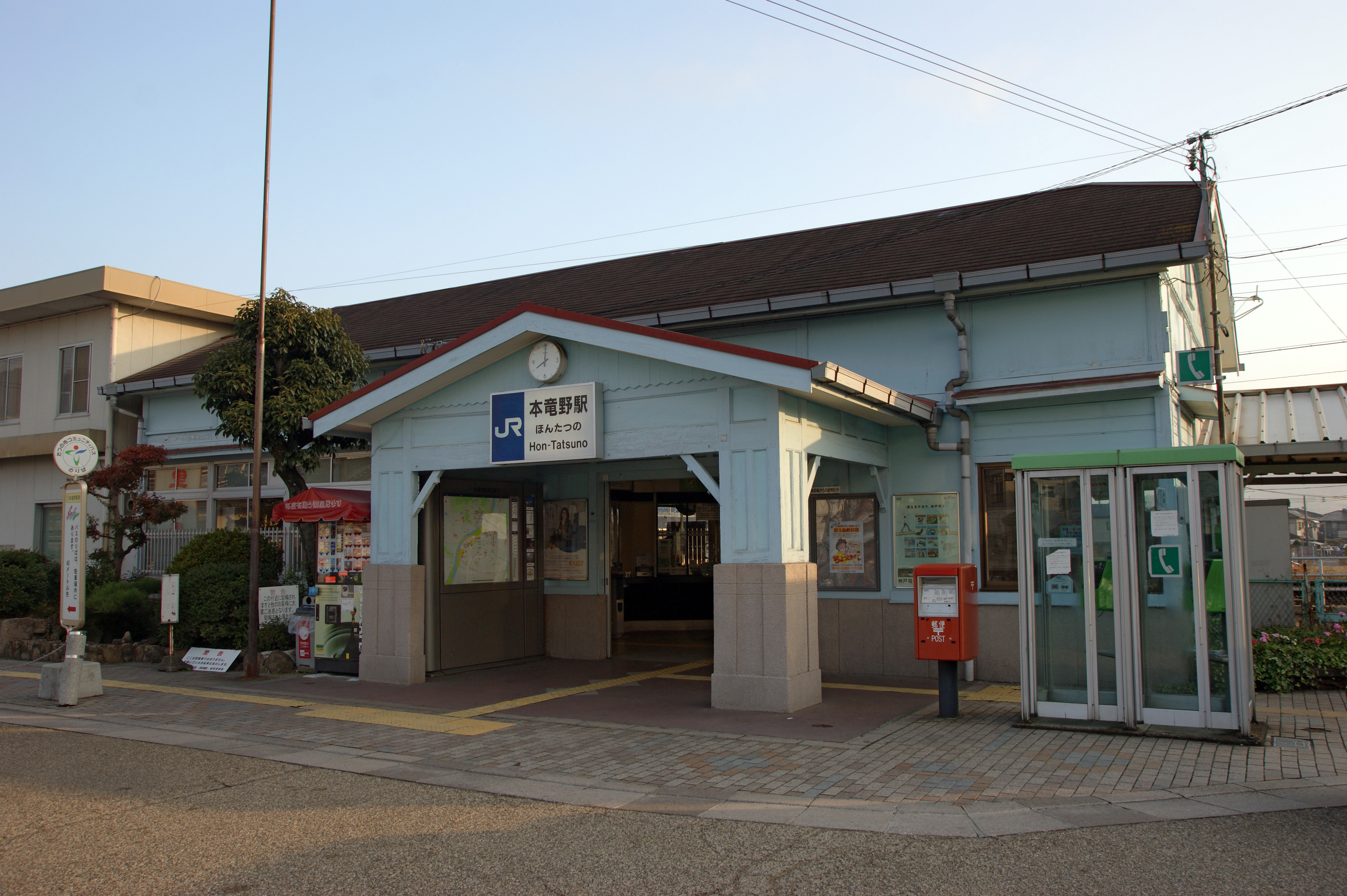
舊車站大樓。 （2008年11月）
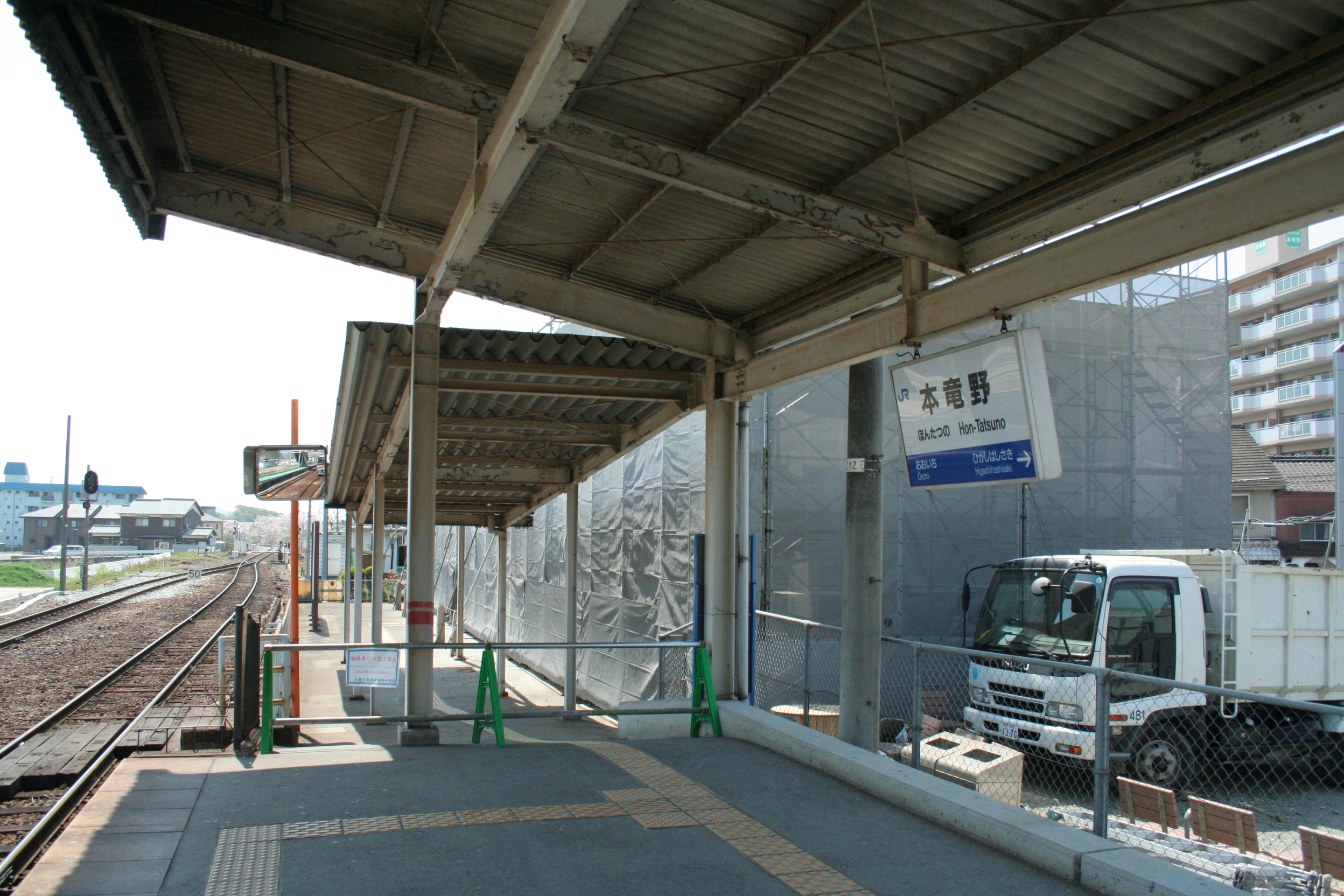
拆毀中的舊車站大樓。
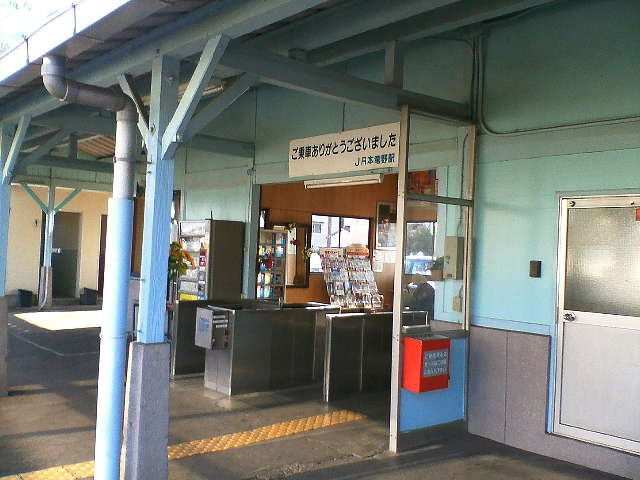
從月台望向舊車站大樓閘口。
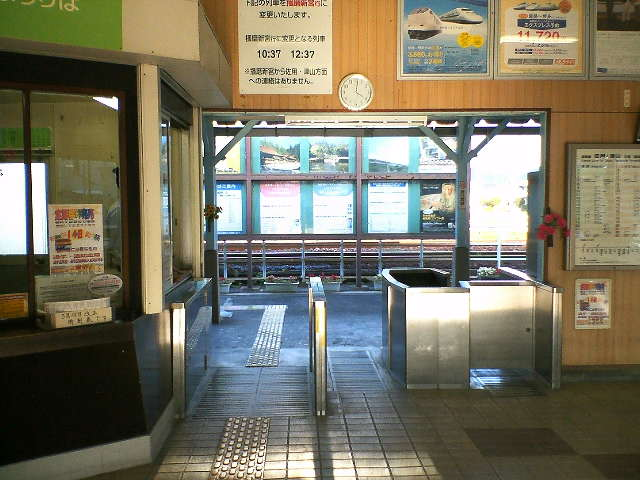
從外面望向舊車站大樓閘口。
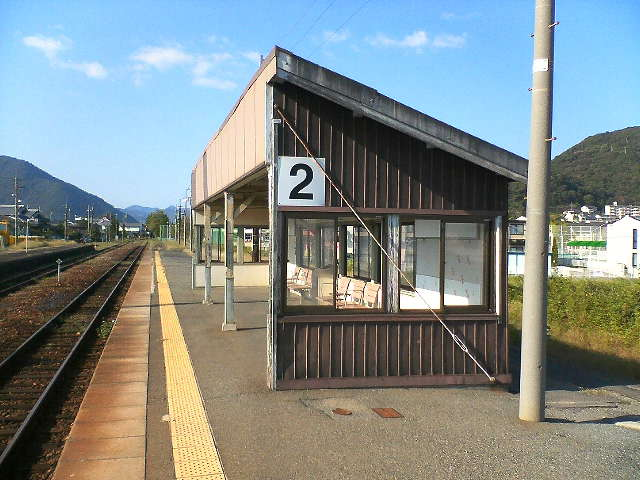
2號月台上設有候車室。
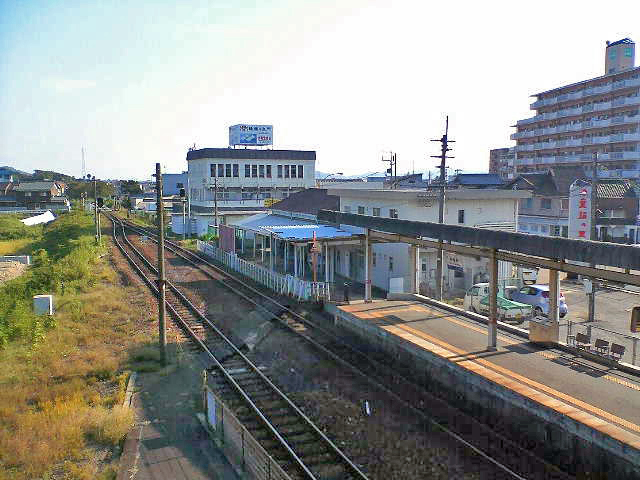
從跨線橋望向前車站大樓

## 班次
此站只有普通列車停靠，上下行通列車班次各每1小時2班。(日間約30分鐘一班)。在早上和黃昏繁忙時間，姬路方向為每小時3至4班，播磨新宮方向為每小時3班，班次數目較多。上行所有列車均前往姬新線起點姬路，下行大部分列車前往播磨新宮。在早上和晚上，也有列車前往佐用和上月。
在2010年時間表修正前，此站設有快速列車前往姬路站，中途所有車站均通過。

## 使用狀況
根據「龍野市統計書」，2018年（平成28年）度1日平均乘車人次為1,967人。在兵庫縣內姬新線第2多人使用，在姬新線所有車站中第4多人使用。乘車人次曾經一度下跌，在姬新線高速化工程後，乘車人次再次回升。
以下為近年1日平均乘車人次列表。
| 年度   | 1日平均 乘車人次 |
| ------ | ---------------- |
| 1995年 | 1,939            |
| 1996年 | 1,917            |
| 1997年 | 1,807            |
| 1998年 | 1,700            |
| 1999年 | 1,622            |
| 2000年 | 1,621            |
| 2001年 | 1,556            |
| 2002年 | 1,576            |
| 2003年 | 1,582            |
| 2004年 | 1,556            |
| 2005年 | 1,546            |
| 2006年 | 1,517            |
| 2007年 | 1,477            |
| 2008年 | 1,502            |
| 2009年 | 1,427            |
| 2010年 | 1,545            |
| 2011年 | 1,663            |
| 2012年 | 1,689            |
| 2013年 | 1,776            |
| 2014年 | 1,762            |
| 2015年 | 1,838            |
| 2016年 | 1,873            |
| 2017年 | 1,922            |
| 2018年 | 1,967            |

## 車站周邊
- 龍野城（日语：龍野城）
- 龍野公園（日语：龍野公園）
- 龍野市立歷史文化資料館（日语：たつの市立歴史文化資料館）
- 東丸醬油總部
  - 東丸龍野醫油資料館（日语：うすくち龍野醤油資料館）[1]
  - 東丸龍野醫油資料館別館（日语：うすくち龍野醤油資料館）
- 霞城館·矢野勘治紀念館（日语：霞城館）
- 本龍野站前郵局
- 三井住友銀行 龍野分店 - 龍野市指定金融機關
- 港銀行（日语：みなと銀行） 龍野分店
- 番茄銀行 龍野分店
- 兵庫縣信用組合（日语：兵庫県信用組合） 龍野分店
- JA兵庫西（日语：JA兵庫西） 龍野譽田分店
- MaxValu（日语：マックスバリュ）龍野店
- AEON龍野店（日语：イオン竜野店）（前・Daiei（日语：ダイエー）龍野店）
- LIFORT（日语：ライフォート）龍野店
- 兵庫縣手延素麵協同組合（日语：兵庫県手延素麺協同組合）總部

龍野是被稱為播磨的小京都。

## 巴士路線
龍野市社區巴士（只限星期一至六，1日9往返班次）
- 前往播磨新宮站、新宮綜合中心
- 前往龍野站、市民醫院、新舞子

## 相鄰車站
西日本旅客鐵道（JR西日本）
 姬新線
太市－本龍野－東觜崎

## 注腳
1. 1 2 3 4 5 6 7 8 9 10  . 神戸新聞総合出版センター. 2011-12-15: 169. ISBN 9784343006028 （日语）.
2. ↑  . 2016-09-20  [2016-09-20]. （原始内容存档于2016年9月20日） （日语）.
3. ↑   (PDF) (新闻稿). 西日本旅客鉄道. 2015年12月18日  [2016-03-26]. （原始内容存档 (PDF)于2016-03-05） （日语）.
4. ↑  「JR姫新線本竜野駅：2階建て橋上駅に　新駅舎が開業　/兵庫[]」（日語） 毎日新聞播磨、姬路版2010年3月15日
5. ↑  「木造の駅舎、取り壊しへ　JR本竜野駅」（日語）神戶新聞2009年3月28日
6. ↑  令和元年版たつの市統計書PDF（日語）

## 外部連結
- 本龍野｜車站資訊：JR出門網 - 西日本旅客鐵道（日語）